# Ray Gill
Ray Gill, diminutivo di Raymond Gill (Manchester, 8 dicembre 1924 – Rochdale, 17 settembre 2001) è stato un calciatore inglese, di ruolo difensore.

## Caratteristiche tecniche
Era un difensore centrale.

## Carriera
Gill inizia a giocare da professionista nel 1947, all'età di 23 anni, con il Manchester City, club della sua città natale, militante nella prima divisione inglese; gioca in realtà la sua prima partita di campionato con la maglia dei Citizens durante la stagione 1948-1949, mentre nella stagione 1949-1950 disputa 7 partite. Rimane poi in rosa anche durante la stagione 1950-1951, nella quale non scende invece mai in campo. Nell'estate del 1951 si trasferisce poi al Chester City, club di terza divisione, di cui diventa un punto fermo per il successivo decennio, trascorso quasi integralmente in questa categoria (ad eccezione degli anni dal 1959 al 1961, nei quali il club gioca nel neonato campionato di quarta divisione): in undici stagioni con la maglia del Chester totalizza infatti complessivamente 406 presenze e 3 reti in incontri di campionato, diventando il giocatore con il maggior numero di presenze in partite della Football League nella storia del club.
In carriera ha totalizzato complessivamente 414 presenze e 3 reti nei campionati della Football League.

## Palmarès

### Club

#### Competizioni regionali
- Lancashire Senior Cup: 1

Chester City: 1956-1957